# Communications Earth & Environment
Communications Earth & Environment ist eine begutachtete wissenschaftliche Open-Access-Fachzeitschrift, die seit Januar 2020 von Springer Nature herausgegeben wird. Chefredakteurin ist die Ozeanographin Heike Langenberg.
Die Zeitschrift publiziert originären Forschungsarbeiten, Reviews und Kommentare aus den Erd-, Umwelt- und Planetenwissenschaften. Im Fokus stehen alle Teilgebiete der Geowissenschaften, der Klima- und Umweltwissenschaften sowie der Planetenwissenschaften inklusive Überlappungen der mit weiteren Feldern wie der Ökologie sowie der Umwelt- und Nachhaltigkeitswissenschaften.
Der Impact Factor der Zeitschrift lag 2023 bei 8,1.